# Manuel Pizarro Moreno
Manuel Amador Miguel Pizarro Moreno est un homme d'affaires et homme politique espagnol membre du Parti populaire (PP), né le 29 septembre 1951 à Teruel.
Il est licencié en droit de l'université complutense de Madrid et avocat de l'État.
Il est président d'Ibercaja entre 1995 et 2004, ainsi que président d'Endesa de 2002 à 2007. Pour les élections générales du 9 mars 2008, il est « numéro deux » de la liste de Mariano Rajoy dans la circonscription de Madrid. Élu au Congrès des députés, il y siège jusqu'en février 2010.
Il est marié depuis 2016 avec l'ancienne maire de Pampelune et ex-présidente de Navarre Yolanda Barcina.